# مازيراتي إندي
مازيراتي إندي (بالإنجليزية: Maserati Indy)‏هي سيارة رياضية تم انتاجها من قبل شركة مازيراتي.